# Asterism (typografi)
En asterism (⁂) är ett sällan använt skiljetecken, bestående av tre asterisker samlade i en triangel. Tecknet används för att märka ut eller separera avdelningar i en bok. Ofta används någon annan dekoration som ett alduslöv, en horisontell linje, tre vanliga asterisker eller punkter, eller bara ett blankt mellanrum istället.